# Al-Mahdi
Este artículo trata sobre el califa abbasí. Para el imam chií, véase Muhammad al-Mahdi, y para el salvador islámico de la profecía, véase Mahdi.
Muhámmad ibn Mansur al-Mahdi (en árabe: محمد بن منصورالمهدى) (reinado 775–785), fue el tercer califa abasí. Sucedió a su padre Al-Mansur.
Al-Mahdi, cuyo nombre significa "el bien guiado" o "el redentor", fue proclamado califa mientras su padre se encontraba en el lecho de muerte. Su pacífico reinado continuó las líneas de los de sus predecesores, aunque se produjo una cierta aproximación a los musulmanes chiíes.
La cosmopolita ciudad de Bagdad floreció durante el reinado de Al-Mahdi. Llegaron inmigrantes de toda Arabia, Irak, Siria, Irán y de tierras tan lejanas como India y España. En Bagdad convivían cristianos, judíos, hindúes y zorostrianos, además de la creciente población musulmana. Se convirtió en la mayor ciudad del mundo, fuera de China.
Al-Mahdi amplió la administración abbasí, creando nuevos diwanes, o ministerios, para el ejército, la cancillería y la hacienda. Se nombraron cadíes (qadis) o jueces, y se derogaron las leyes contra los no árabes.
La familia de los barmáquidas cubrió muchos de estos ministerios. Los barmáquidas, de origen persa, habían sido budistas, pero poco antes de la llegada de los árabes se habían convertido al zoroastrismo. Su escasa tradición islámica se usaría en su contra en el reinado de Harún al-Rashid.

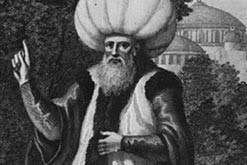
Retrato del Califa Al-Mahdi

En esta época tuvo lugar la introducción del papel desde China (véase batalla del Talas en 751), que aún no se había usado en occidente. Hasta entonces, los árabes y persas usaban papiro, mientras los europeos usaban pergamino. La industria del papel creció espectacularmente en Bagdad, donde toda una calle del centro de la ciudad se dedicó a la venta de papel y de libros. El bajo coste y durabilidad del papel permitió el crecimiento de la burocracia abasí.
Al-Mahdi tomó dos importantes decisiones en política religiosa: la persecución de los zanadiqa (dualistas), y la declaración de la ortodoxia. Al-Mahdi decidió poner en marcha la persecución para mejorar su reputación ante los chiíes puristas, que querían una política más dura contra las herejías. Al-Mahdi declaró que el califa tenía la capacidad —y la responsabilidad— de definir la teología ortodoxa para proteger la umma frente a la herejía, y aunque no hizo gran uso de este amplio nuevo poder, llegaría a ser importante durante la crisis de la mihna, en el reinado de Al-Mamún.